# Munkbrohamnen
Munkbrohamnen er en kaj i Gamla stan i Stockholm som går sydpå fra Hebbes bro. Munkbrohamnen er den eneste del af Gamla stan som ligger vest for Centralbron. Munkbrohamnen domineres af gangstien mellem Riddarholmen og Gamla stan tunnelbanestation, men nærmest Riddarholmen findes en lille park med træer og bænke.
Fortøyd ved Munkbrohamnen ligger også en platform som er centrums eneste landingsplads for helikopterer. Den har i lang tid været tilholdssted for skinheads.
Munkbrohamnen ligger udenfor området for Nya Slussen, men der er planlagt flere byggerier med caféer og restauranger ud over vandet.

## Galleri
- Munkbrohamnen mod Gamla Riksdagshuset i 1949.
- Helikopterplatformen i Riddarfjärden.
- Nedgangen til Gamla stans tunnelbanestation.